# Marco Antonio Cocio Sabelico
Marco Antonio Cocio Sabelico, (Vicovaro, 1 de enero de 1436-Venecia, 29 de abril de 1506) es un historiador y bibliotecario veneciano, reconocido por su Historia Universal Enneades sive Rhapsodia historiarum. Adoptó el sobrenombre de «Sabelico», por considerarse descendiente de los sabinos. Su Rerum venetarum ad urbe condita fue el primer libro que obtuvo privilegio de impresión en la República de Venecia en 1486.

## Biografía
Nació en Vicovaro, hijo de Giovanni Coccio; quien era soldado al servicio de Roberto Orsini. De antiguo linaje romano, no pertenecía a una familia noble pero si acomodada. Se crio en Roma, en casa de Porcari donde aprendió de Porcelio Pandone y Gaspar Veronese. Fue alumno de Pomponio Leto en su Academia Romana; por quien tomo su nombre latinizado, y quien dirigió sus estudios específicamente humanísticos y filológicos. También fue alumno de Domizio Calderini entre 1470 y 1471 a quien debe la finalización de su formación como humanista. Compuso una gran cantidad de poemas; en el primer período de su estancia romana, que luego destruyó casi por completo. A ellos quizás pertenezcan algunas elegías publicadas en el cuerpo de sus obras poéticas. 
Alrededor de 1472 salió de Roma huyendo de las demandas contra la Academia Romana, siguiendo a Angelo Fasolo; obispo de Feltre y vicario del  Patriarca de Aquilea. Al año siguiente fue invitado a Údine para ejercer como profesor hasta que fue despedido en 1482. Durante su estancia en Friul se interesó por los estudios científicos, la dialéctica y las matemáticas, a los que añadió el estudio de las letras griegas. Se retiró a Tarcento en 1477 por la peste que asoló Friul, donde fue testigo de la masacre llevada a cabo por los turcos una vez que el ejército veneciano fue derrotado en el río Isonzo, acontecimientos que luego narró en los poemas De caede Sontiaca y De incendio Carnico. Después de un breve período en Verona fue a Venecia, con la historia veneciana que había escrito especulativamente. Le dieron un puesto de profesor como diputado de Giorgio Valla. 
Fue administrador de la imponente colección de manuscritos griegos conservados en el Palacio Ducal de Venecia, antes de la llegada de los numerosos códigos del cardenal Basilio Besarión, del saqueo llevado a cabo por los cruzados en Constantinopla en 1204. Fue nombrado curador de la Biblioteca Marciana en 1487.
Fue tutor de Giovanni Pietro dalle Fosse a quién dio el nombre de Piero Valeriano Bolzani en honor de las Musas Pieríanas y de Pietro Coppo. Dictó cátedra en la escuela pública de San Marcos.
Murió de viruela a la edad de setenta años.
Un retrato suyo se encuentra en el friso pintado de la Biblioteca Bodleiana, siendo esta la trigésimo sexta figura.

## Obra
- Enneades sive Rhapsodia historiarum, Historia Universal.
- Rerum venetarum ad urbe condita, Historia de Venecia (1486).
- De Urbe Sito, Descripción de Venecia (1491).